# Ханин, Михаил Павлович
Михаил Павлович Ханин (род. 12 февраля 1944) — советский спортсмен, хоккеист с мячом, заслуженный тренер СССР (1975).

## Карьера
Родился в Москве, где и начал играть в хоккей с мячом в школе Динамо. Первой его командой был «Машиностроитель» из Балашихи. В 1962 году оказался в «Динамо». Проведя один сезон в «Динамо», перешёл в хабаровский СКА-Нефтяник.
В 2001 году был включен в символическую сборную хабаровского СКА всех времен.
Привлекался в сборную СССР, в составе которой провёл 2 игры, забил 1 гол.

## Достижения в качестве игрока
- Серебряный призёр чемпионата СССР 1964, 1970 годов.
- Бронзовый призёр чемпионата СССР 1965, 1968, 1969, 1972 годов.
- Трижды (1968, 1969, 1972) был включён в список 22 лучших игроков сезона.

## Тренерская карьера
По окончании карьеры игрока стал главным тренером хабаровского СКА и работал в этой должности до 1985 года. При Ханине команда становилась серебряным (1982) и четырежды бронзовым (1979, 1981, 1984, 1985) призёром чемпионата СССР.
В 1986—1993 годах занимал должность начальника физической подготовки Дальневосточного военного округа, курируя и хоккейную команду СКА.
В 1993 году вышел в отставку в звании полковника. Был основателем и первым президентом Дальневосточной межрегиональной федерации хоккея с мячом. Способствовал организации и проведению в Хабаровске международного турнира на Кубок Азиатско-Тихоокеанского региона (1998)
Заслуженный тренер СССР (1975). Заслуженный работник физической культуры РФ (1998).